# Wright City, Oklahoma
Wright City är en kommun (town) i McCurtain County i Oklahoma. Vid 2020 års folkräkning hade Wright City 616 invånare.